# Uracentron azureum
Espèce
Synonymes
- Lacerta azurea Linnaeus, 1758
- Stellio brevicaudatus Latreille, 1802
- Uracentron guentheri Boulenger, 1894
- Uracentron werneri Mertens, 1925

Uracentron azureum est une espèce de sauriens de la famille des Tropiduridae.

## Répartition
Cette espèce se rencontre:
- dans le nord du Brésil ;
- au Guyana ;
- au Suriname ;
- au Venezuela ;
- en Guyane ;
- en Colombie.

Sa présence est incertaine en Bolivie.

## Description
C'est un lézard arboricole vivant généralement a plus de deux mètres de hauteur dans les arbres. Assez trapu, de couleur verte avec des bandes transversales noires. La femelle ponds des œufs plus long que large. Il possède une queue épineuse 

## Alimentation
Il se nourrit de petites araignées, de fourmis et de termites.

## Sous-espèces
Selon The Reptile Database (7 mai 2012) :
- Uracentron azureum azureum (Linnaeus, 1758)
- Uracentron azureum guentheri Boulenger, 1894
- Uracentron azureum werneri Mertens, 1925

## Mœurs
Il aime le soleil et vit à la cime des arbres (la canopée).

## Étymologie
Son nom viens du nom latin "azureum"  ce qui pourrait surprendre au vu de sa coloration vert vif. En fait c'est qu'il prend une coloration bleu en alcool.  

## Publications originales
- Boulenger, 1895 "1894" : Second report on additions to the lizard collection in the Natural History Museum. Proceedings of the Zoological Society of London, vol. 1894, p. 722-736 (texte intégral).
- Linnaeus, 1758 : Systema naturae per regna tria naturae, secundum classes, ordines, genera, species, cum characteribus, differentiis, synonymis, locis, ed. 10 (texte intégral).
- Mertens, 1925 : Zwei neue Eidechsen aus Venezuela. Senckenbergiana biologica, vol. 7, n. 3/4, p. 75-78.